# 금룡 삼십칠계
"금룡 삼십칠계"(擒龍 三十七計)는 한국에서 제작된 남기남 감독의 1981년 액션 영화이다. 곽무성 등이 주연으로 출연하였고 김화식 등이 제작에 참여하였다.

## 출연

### 주연
- 곽무성
- 임자호
- 진자피
- 이조영

### 조연
- 김국현

## 기타
- 조명: 김윤덕
- 녹음: 김성찬